# Chile F2 Futures
Chile F2 Futures là 1 giải tennis được tổ chức trên mặt sân đất nện ngoài trời. Giải đấu được tổ chức bởi International Tennis Federation (ITF) Futures Tour. Giải thi đấu ở Santiago, Chile từ năm 1998.

## Các trận chung kết

### Đơn nam
| Năm  | Vô địch               | Á quân                      | Kết quả          |
| ---- | --------------------- | --------------------------- | ---------------- |
| 2010 | Guillermo Hormazábal  | Guillermo Rivera-Aranguiz   | 7-5, 6-2         |
| 2009 | Antonio Comporto      | Cristóbal Saavedra-Corvalán | 6-2, 7-5         |
| 2008 | Jorge Aguilar         | Federico Sansonetti         | 6-2, 6-2         |
| 2007 | Damián Patriarca      | Juan-Pablo Amado            | 6-3, 6-3         |
| 2006 | Iván Miranda          | Martín Alund                | 5-7, 6-1, 7-5    |
| 2005 | Juan Martín del Potro | Thiago Alves                | 6-1, 6-1         |
| 2004 | Mariano Puerta        | Diego Moyano                | 6-1, 6-1         |
| 2003 | Júlio Peralta         | Phillip Harboe              | 4-6, 6-4, 6-2    |
| 2002 | Carlos Berlocq        | Felipe Parada               | 6-2, 6-7(5), 6-4 |
| 2001 | Không tổ chức         | Không tổ chức               | Không tổ chức    |
| 2000 | Guillermo Coria       | Mariano Delfino             | 6-1, 6-3         |
| 1999 | Paulo Carvallo        | Federico Dondo              | 6-7, 6-1, 6-4    |
| 1998 | Hermes Gamonal        | Mario Rincón                | 6-4, 6-2         |

### Đôi nam
| Năm  | Vô địch                                               | Á quân                                | Kết quả                |
| ---- | ----------------------------------------------------- | ------------------------------------- | ---------------------- |
| 2010 | Guillermo Rivera-Aranguiz Cristóbal Saavedra-Corvalán | Guillermo Hormazábal Rodrigo Pérez    | 6-7(4), 7-6(5), [11-9] |
| 2009 | Guillermo Rivera-Aranguiz Cristóbal Saavedra-Corvalán | Tobias Hinzmann Felipe Parada         | 7-5, 4-6, [10-4]       |
| 2008 | Cătălin Gârd Deniss Pavlovs                           | Mauricio Echazú Sebastián Rivera      | 3-6, 7-5, [10-2]       |
| 2007 | Andrés Dellatorre Damián Patriarca                    | Juan-Pablo Amado Juan-Francisco Spina | 6-3, 6-0               |
| 2006 | Jorge Aguilar Martín Alund                            | Gabriel Moraru Predrag Rusevski       | 6-3, 6-3               |

## Liên kết khác
- ITF search Lưu trữ ngày 12 tháng 2 năm 2010 tại Wayback Machine